# 雷纳托·里贝罗·卡利斯托
雷纳托·里贝罗·卡利斯托（葡萄牙語：Renato Ribeiro Calixto，1988年10月4日—），又称雷纳蒂尼奥（葡萄牙語：Renatinho），巴西足球运动员，司职中场，现效力于中国足球超级联赛球队广州富力。

## 外部連結
- Soccerway資料庫：雷纳托·里贝罗·卡利斯托
- https://web.archive.org/web/20091012085115/http://www.coritiba.com.br/site/index.php?pag=elenco_int&j_cod=92 Coritiba player page (pt)